# توما لمار
توماس لمار (فرانسوی: Thomas Lemar‎؛ زادهٔ ۱۲ نوامبر ۱۹۹۵) بازیکن فوتبال اهل فرانسه است که در پست هافبک برای باشگاه اتلتیکو مادرید بازی می‌کند.

## دوران باشگاهی
او فوتبال حرفه‌ای خود را از کان در لیگ ۲ شروع کرد. او اولین بازی خود را در فصل ۲۰۱۴–۲۰۱۳ در ۲ اوت ۲۰۱۳ انجام داد. او در دقیقهٔ ۷۸ بازی با دیژون به جای ژروم روتن در حالی وارد زمین شد که کان در خانهٔ خودش ۳–۱ از دیژون جلو بود.
وی در سال ۲۰۱۵ با قیمت ۳،۴ میلیون دلار به موناکو پیوست. او در لیگ قهرمانان اروپا ۱۷–۲۰۱۶ در بازی برابر تاتنهام هاتسپر گل پیروزی تیمش را به ثمر رساند و بازی با نتیجهٔ ۲–۱ به نفع موناکو به پایان رسید.
در تاریخ ۲۷ ژوئیهٔ ۲۰۱۸ آمار با قراردادی ۶۰ میلیون یورویی به اتلتیکو مادرید پیوست.

## آمار

### باشگاهی
تا تاریخ ۹ سپتامبر ۲۰۱۷
| باشگاه     | فصل        | لیگ  | لیگ | جام  | جام | جام لیگ | جام لیگ | اروپا | اروپا | دیگر | دیگر | مجموع | مجموع |
| باشگاه     | فصل        | بازی | گل  | بازی | گل  | بازی    | گل      | بازی  | گل    | بازی | گل   | بازی  | گل    |
| ---------- | ---------- | ---- | --- | ---- | --- | ------- | ------- | ----- | ----- | ---- | ---- | ----- | ----- |
| کان        | ۱۴–۲۰۱۳    | ۷    | ۰   | ۱    | ۰   | ۲       | ۰       | —     | —     | —    | —    | ۱۰    | ۰     |
| کان        | ۱۵–۲۰۱۴    | ۲۵   | ۱   | ۰    | ۰   | ۱       | ۰       | —     | —     | —    | —    | ۲۶    | ۱     |
| کان        | مجموع      | ۳۲   | ۱   | ۱    | ۰   | ۳       | ۰       | ۰     | ۰     | ۰    | ۰    | ۳۶    | ۱     |
| موناکو     | ۱۶–۲۰۱۵    | ۲۶   | ۵   | ۲    | ۰   | ۱       | ۰       | ۵     | ۰     | —    | —    | ۳۴    | ۵     |
| موناکو     | ۱۷–۲۰۱۶    | ۳۴   | ۹   | ۲    | ۲   | ۳       | ۱       | ۱۶    | ۲     | —    | —    | ۵۵    | ۱۴    |
| موناکو     | ۱۸–۲۰۱۷    | ۵    | ۰   | ۰    | ۰   | ۰       | ۰       | ۰     | ۰     | ۱    | ۰    | ۶     | ۰     |
| موناکو     | مجموع      | ۶۵   | ۱۴  | ۴    | ۲   | ۴       | ۱       | ۲۱    | ۲     | ۱    | ۰    | ۹۵    | ۱۹    |
| مجموع آمار | مجموع آمار | ۹۷   | ۱۵  | ۵    | ۲   | ۷       | ۱       | ۲۱    | ۲     | ۱    | ۰    | ۱۳۱   | ۲۰    |

### ملی
تا تاریخ ۱ سپتامبر ۲۰۲۱
| تیم ملی | سال   | بازی | گل |
| ------- | ----- | ---- | -- |
| فرانسه  | ۲۰۱۶  | ۱    | ۰  |
| فرانسه  | ۲۰۱۷  | ۷    | ۲  |
| فرانسه  | ۲۰۱۸  | ۶    | ۱  |
| فرانسه  | ۲۰۱۹  | ۸    | ۱  |
| فرانسه  | ۲۰۲۰  | ۰    | ۰  |
| فرانسه  | ۲۰۲۱  | ۵    | ۰  |
| مجموع   | مجموع | ۲۷   | ۴  |

#### گل‌های ملی
| # | تاریخ       | مکان                                   | بازی ملی | حریف | گل  | نتیجه | رقابت                               |
| - | ----------- | -------------------------------------- | -------- | ---- | --- | ----- | ----------------------------------- |
| ۱ | ۳۱ اوت ۲۰۱۷ | ورزشگاه استاد دو فرانس، سن دنی، فرانسه | ۶        | هلند | ۲–۰ | ۴–۰   | مرحله مقدماتی جام جهانی فوتبال ۲۰۱۸ |
| ۲ | ۳۱ اوت ۲۰۱۷ | ورزشگاه استاد دو فرانس، سن دنی، فرانسه | ۶        | هلند | ۳–۰ | ۴–۰   | مرحله مقدماتی جام جهانی فوتبال ۲۰۱۸ |

## افتخارات
باشگاهی
- موناکو
  - قهرمان لیگ ۱

فردی
- جایزه پیشرفت غیرقابل منتظره لیگ قهرمانان اروپا ۲۰۱۶